# 誘發地震
誘發地震（英語：Remotely triggered earthquakes）是指在特定的地區因某種地殼外界因素誘發而引起的地震。這些外界因素可以是地下核爆炸、隕石墜落、油井灌水等，其中最常見的是水库诱发地震。水庫蓄水後改變了地面的應力狀態，且庫水滲透到已有的斷層中，起到潤滑和腐蝕作用，促使斷層產生滑動。但是，並不是所有的水庫蓄水後都會發生水庫地震，只有當庫區存在活動斷裂、岩性剛硬等條件，才有誘發的可能性。